# Andy Grammer
Andrew Charles Grammer, mer känd som Andy Grammer, född 3 december 1983 i Los Angeles, Kalifornien och uppvuxen i Chester, New York, är en amerikansk sångare, låtskrivare och skivproducent som har skivkontrakt med S-Curve Records. Han är son till sångaren och låtskrivaren Red Grammer och Kathryn Willoughby. En av hans mest kända låtar är "Honey, I'm Good" som har hamnat på plats nummer 9 på Billboard Hot 100.